# Uwe Schröder (Architekt)

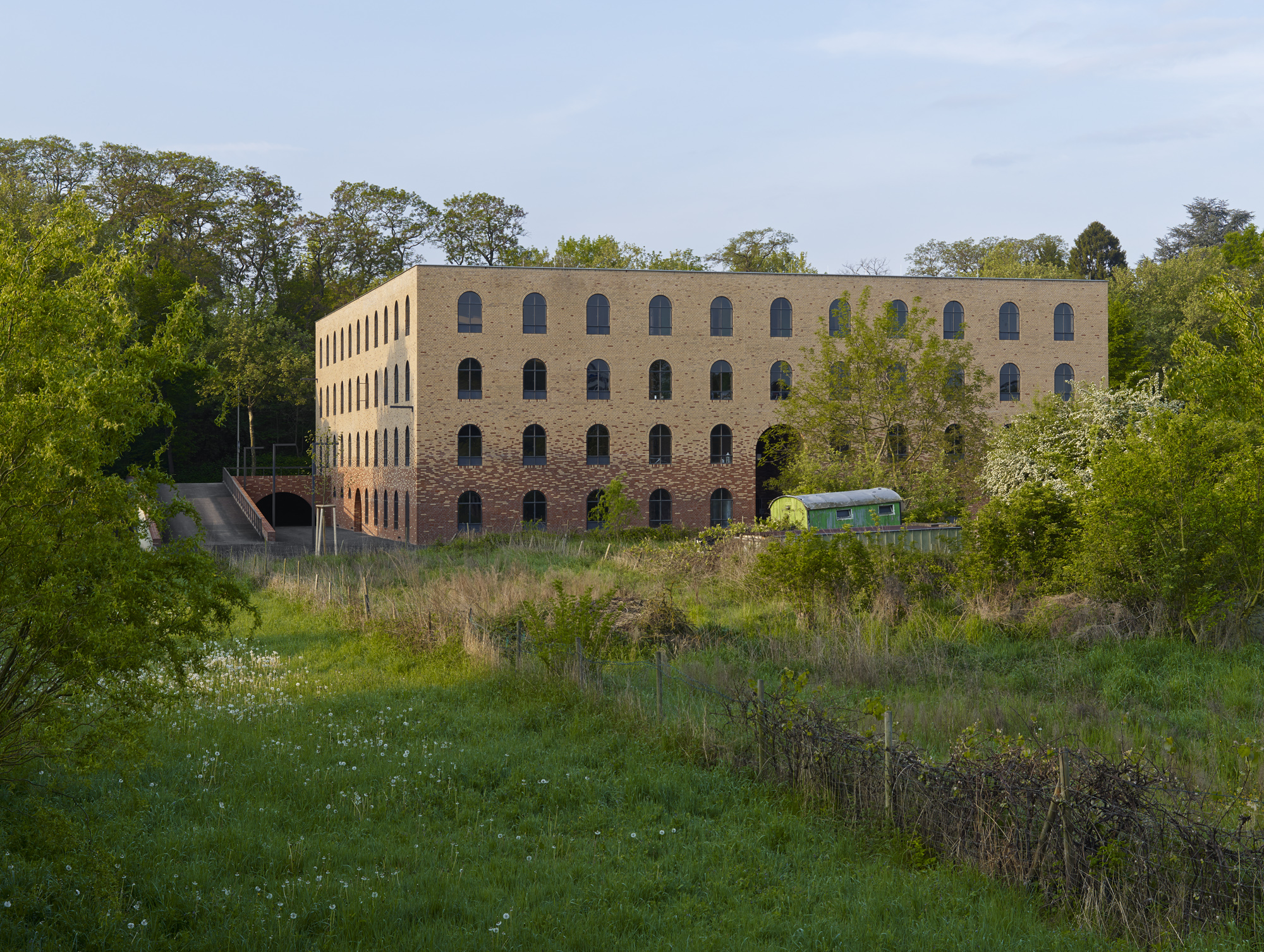
ROM.HOF - Studentischer Wohnhof in Bonn

Galerie- und Atelierhaus in Bonn

Hochzeitsturm zu Plüderhausen

Haus auf der Hostert in Bonn

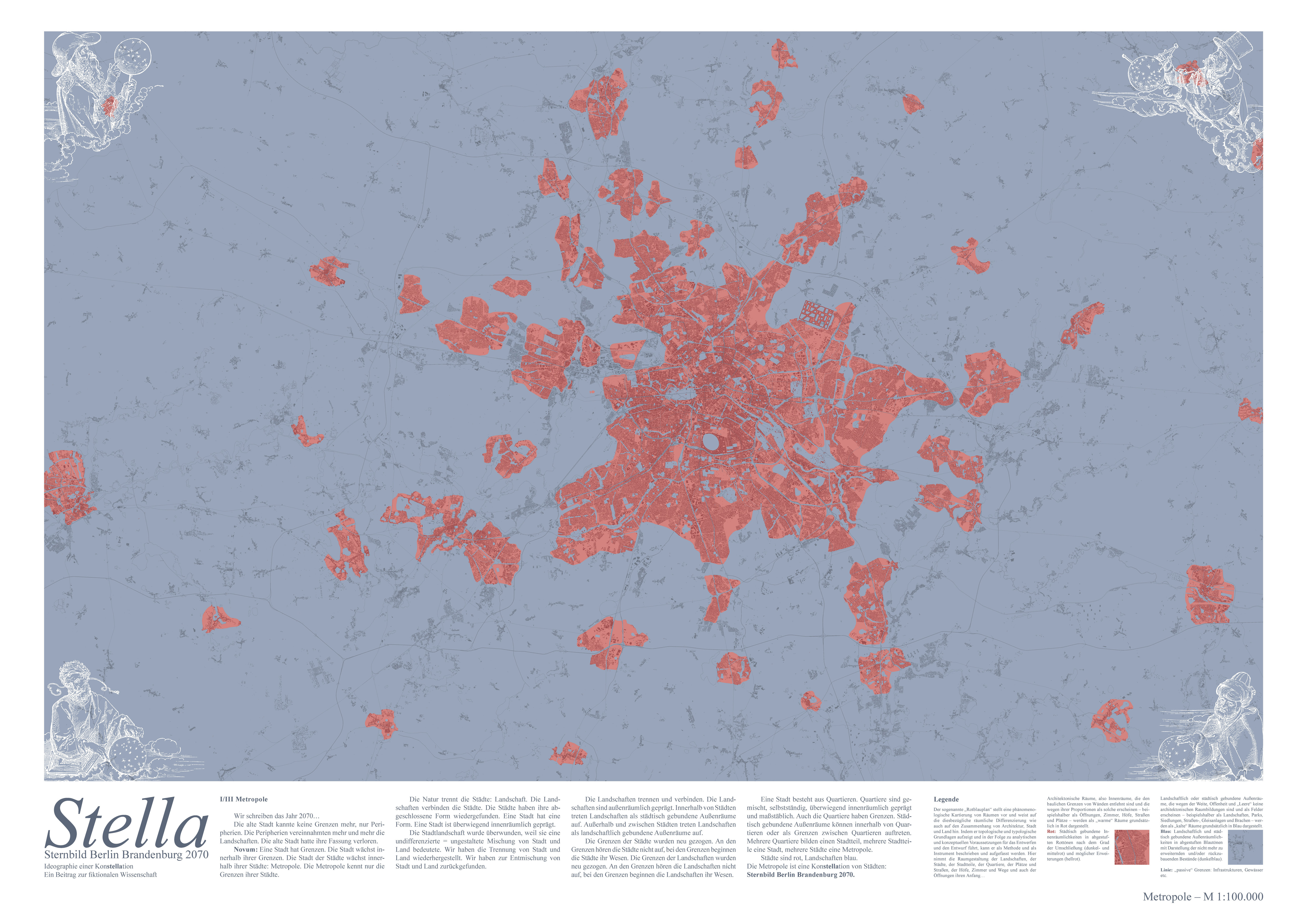
Stella. Sternbild Berlin Brandenburg 2070 – Metropole

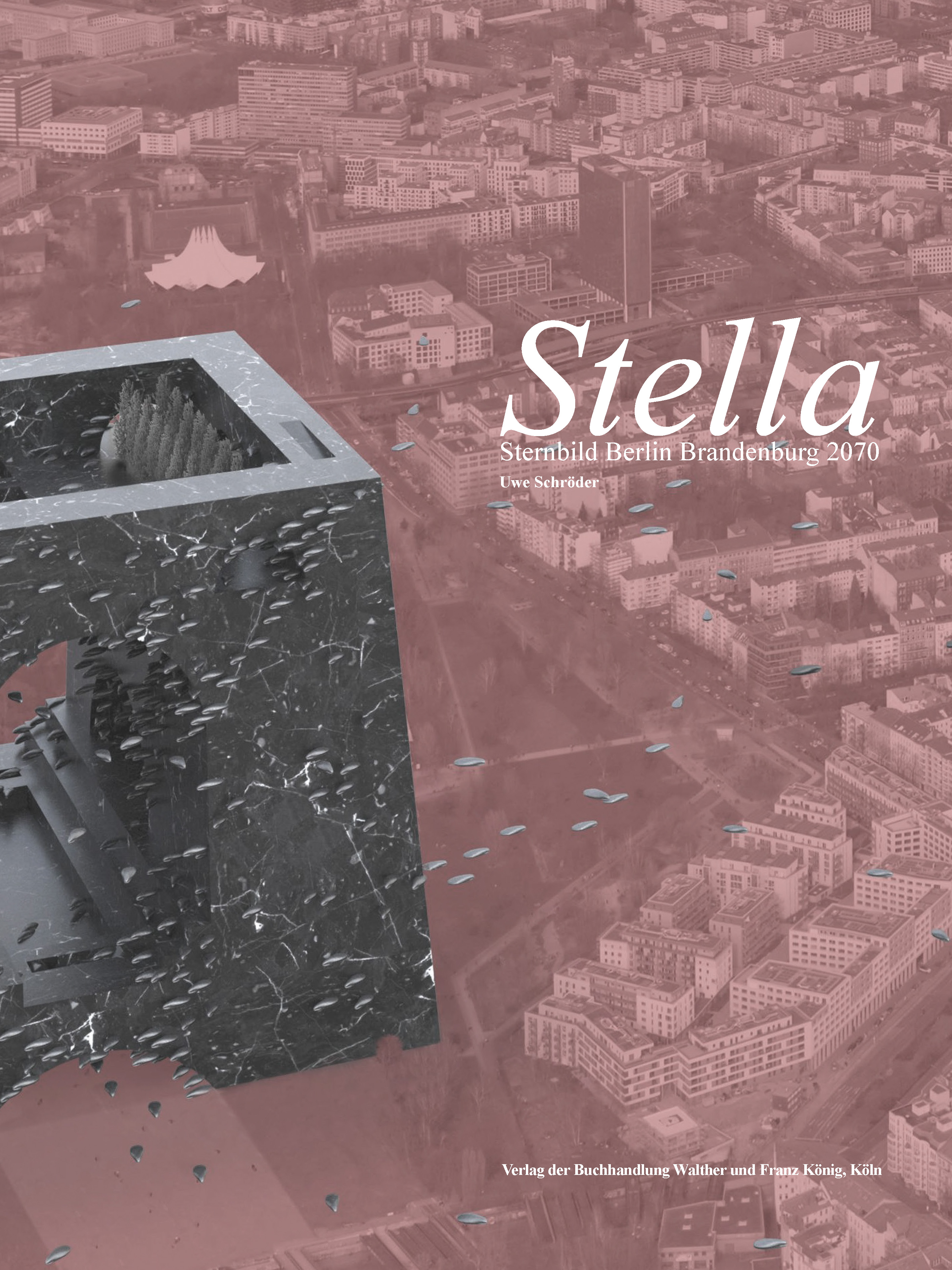
Uwe Schröder, Stella. Sternbild Berlin Brandenburg 2070, Köln 2021

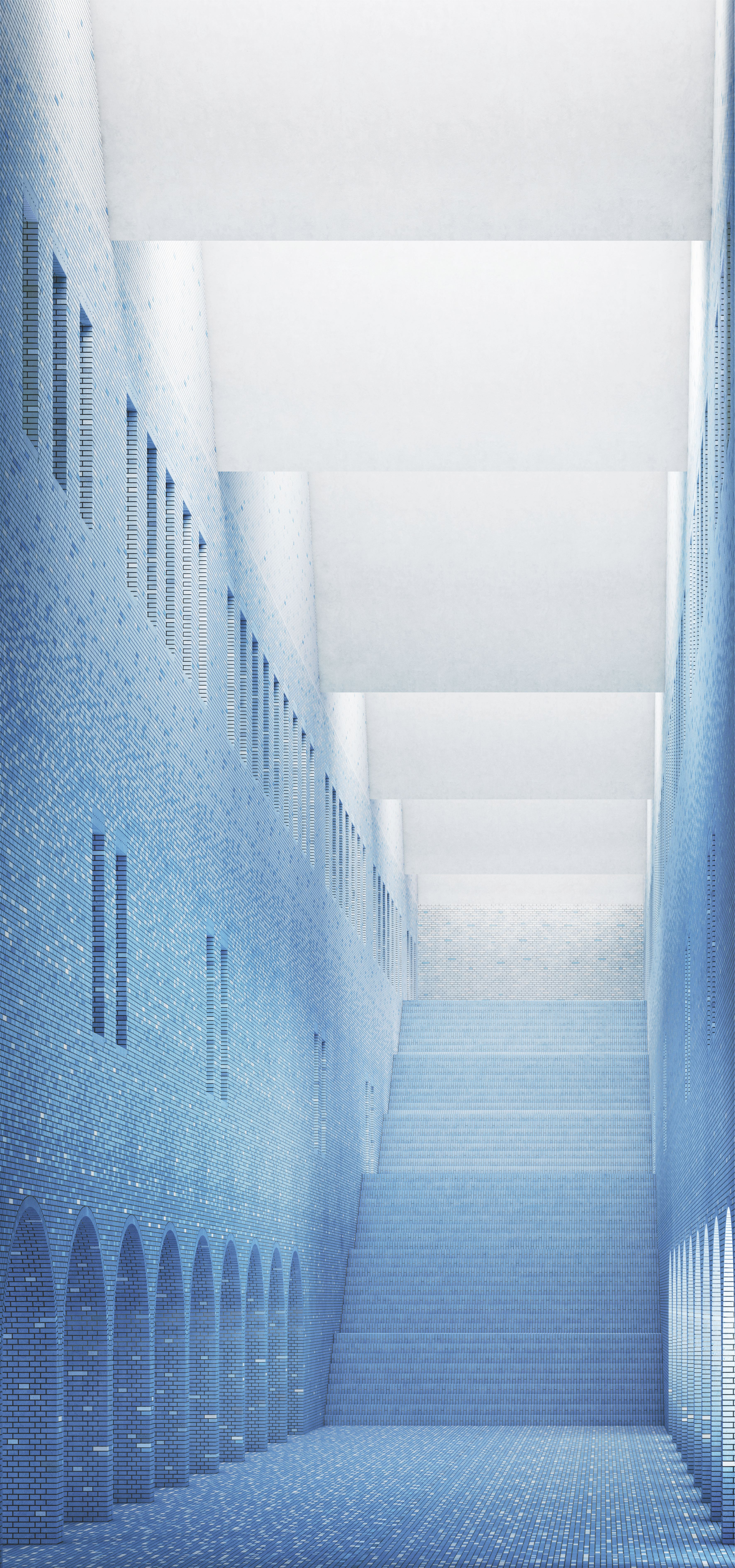
Wettbewerbsbeitrag: Museum der Bayerischen Geschichte, Regensburg 2013

Uwe Schröder (* 6. Juli 1964 in Bonn) ist ein deutscher Architekt und Universitätsprofessor.

## Werdegang
Nach einer Lehre zum Bauzeichner studierte Schröder ab 1986 Architektur an der RWTH Aachen. Während dieser Zeit arbeitete er von 1988 bis 1990 bei Oswald Mathias Ungers in Köln, Frankfurt und Berlin. Von 1991 bis 1992 studierte er bei Ungers als Gast an der Kunstakademie Düsseldorf. Sein Diplom legte er 1992 an der RWTH Aachen bei Wolfgang Döring ab. Ab 1992 folgte das Aufbaustudium für Baukunst bei Laurids Ortner an der Kunstakademie Düsseldorf, das er 1995 mit der Auszeichnung „Meisterschüler“ abschloss.
Sein eigenes Architekturbüro gründete er 1993 in Bonn. Nach Lehraufträgen an der Fachhochschule Bochum (2000-02) und als Professorenvertreter an der Fachhochschule Köln (2003-04) lehrte er dort von 2004 bis 2008 als ordentlicher Professor für „Entwerfen und Architekturtheorie“. Mit dem Stipendium der Deutschen Akademie Rom Villa Massimo folgte 2006 ein Studienaufenthalt in Olevano Romano (Casa Baldi). 2008 nahm er den Ruf an die Fakultät für Architektur der RWTH Aachen University an und ist seitdem Universitätsprofessor am Lehr- und Forschungsgebiet Raumgestaltung. Als Gastprofessor lehrte er an der Università di Bologna (2009–2010), an der Università degli Studi di Napoli „Federico II“ (2016), am Politecnico di Bari (2016), an der Università degli Studi di Catania (2018), am Politecnico di Milano (2018–2019) und an der Università di Parma (2020–2021). Schröder hat internationale und interdisziplinäre Symposien veranstaltet, u. a. „Stadt der Räume. Interdisziplinäre Gespräche zu Räumen der Stadt“, (mit A. Denk), DAM Frankfurt am Main (2014), „Orte der Farbe“, (mit Th. Schmitz), RWTH Aachen 2015 und ist seit 2017 (mit H. Schneider bis 2022) Initiator der jährlichen Aachener Tagung „Identität der Architektur“. Als Autor und Herausgeber hat Schröder u. a. zu Theorie des architektonischen Raums und der Räumlichkeit der Stadt, zu Raumkartographie und Raumästhetik, zu Grundbegriffen der Architektur (Material, Konstruktion, Form, Funktion, Raum, Ort, Zeit, Zweck) und zum Romantischen in der Architektur publiziert.
Schröder ist Mitglied der Architektenkammer Nordrhein-Westfalen (seit 1994), im Bund Deutscher Architektinnen und Architekten BDA (seit 1996), im Redaktionsbeirat der Zeitschrift „Die Architekt“ des BDA (seit 2000) und im Deutschen Werkbund Berlin (seit 2014).

## Auszeichnungen (Auswahl)
- Auszeichnung guter Bauten, BDA Bund Deutscher Architekten (Anerkennung 1998; Anerkennung 2001; 2 Auszeichnungen 2004; Auszeichnung 2007; Auszeichnung 2010; Auszeichnung 2014; 2 Auszeichnungen 2017, Anerkennung u. Auszeichnung 2023)[12]
- Bundesdeutscher Architekturpreis Putz (1. Preis 2002; Anerkennung 2004)[13]
- Architekturpreis Zukunft Wohnen (1. Preis 2002)[14]
- Deutscher Kritikerpreis für Architektur (2004)
- Stipendium der Deutschen Akademie Rom Villa Massimo (2005)
- Architekturpreis der Reiners Stiftung (1. Preis 2008; 2. Preis 2011)[15]
- Architekturpreis Nordrhein-Westfalen (Auszeichnung 2011 für Haus Hundertacht)[16]
- Architekturpreis „Nike“ 2013 (Nominierung für Haus Hundertacht)[17]
- Fritz-Höger-Preis (special mention 2014 für ROM.HOF)[18]
- Architekturpreis Nordrhein-Westfalen (Auszeichnung 2018 für ROM.HOF)[19]
- Architekturpreis „Nike“ 2019 (Shortlist in der Kategorie Symbolik: ROM.HOF)[20]
- Hugo-Häring-Auszeichnung Stuttgart – Mittlerer Neckar 2020 (16 Stationen. Ein Projekt der Remstal Gartenschau 2019, Beitrag: Hochzeitsturm, Plüderhausen)[21]
- Deutscher Ziegelpreis 2021 (Anerkennung für Hochzeitsturm, Plüderhausen)[22]
- Erich Mendelsohn Preis 2023 (Winner Special Mention für Haus im Burggarten)[23]

## Bauwerke (Auswahl)
- Haus Clement in Bonn (1992–1994, Polychromie 2013–2014)
- Haus Blömer-Feldmann in Bonn-Venusberg (1994–1996)
- Städt. Wohngebäude in Bonn-Nordstadt (1996–2000)
- Haus am Cöllenhof in Bonn-Endenich (1999–2002)
- Wohnhöfe Auerberg in Bonn-Auerberg (1998–2003)
- Haus Hundertacht in Bonn (2000–2007)
- Haus auf der Hostert in Bonn-Bad Godesberg (2003–2007)
- Prager Höfe in Bonn-Auerberg (2004–2009)
- Haus im Erlengrund in Sankt Augustin (2007–2012)
- ROM.HOF in Bonn-Dransdorf (2009–2014)
- Galerie- und Atelierhaus in Bonn (2009–2015)
- Haus Vogt-Wendtland in Bonn (2013–2017)
- Hochzeitsturm zu Plüderhausen an der Rems (2017–2019)
- Haus im Burggarten in Bonn (2008–2020)
- Haus am Gerottener Weg in Rösrath (2018–2021), mit Matthias Storch
- Prager Häuser in Bonn (2019–2022)
- Haus in Wershofen (2020–2023)

## Ausstellungen (Auswahl)
- Innerer Außenraum. Bauten und Entwürfe von Uwe Schröder, Bonner Kunstverein, Bonn (2000)[24]
- Drei Räume. Bauten und Entwürfe für ein Wohnen in der Stadt von Uwe Schröder, Gesellschaft für Kunst und Gestaltung e. V., Bonn (2006)[25]
- Non c’è due senza tre. Uwe Schröder, Deutsche Akademie Rom Villa Massimo, Rom (2007)[26]
- Uwe Schröder. Bauwerk, Architektur Galerie Berlin, Berlin (2007)[27]
- Dortmunder Architekturausstellung, Institut für Stadtbaukunst (TU Dortmund), No. 9 (2008); No. 12 (2010); No. 13 (2011); No. 14 (2012); No. 15 (2013); No. 16 (2014); No. 17 (2015); No.18 (2018)
- Uwe Schröder. Architettura degli spazi, Facultà di Architettura, Università di Bologna, Chiesa dello Spirito Santo, Cesena (2010)
- Uwe Schröder. Sugli spazi della città, Associazione Culturale Di Architettura, Palazzo della Gran Guardia, Padua (2011)
- La città: forma e spazio. Architetture in Italia e Germania, Associazione Culturale Di Architettura, Palazzo della Gran Guardia, Padua (2012)[28]
- this is modern. Deutsche Werkbund Ausstellung Venedig 2014, Palazzo Ca'Tron, Venedig (2014)[29]
- Uwe Schröder. Pardié. Konzept für eine Stadt nach dem Zeitregime der Moderne, Werkbund Galerie, Berlin (2015)[30]
- WerkBundStadt Am Spreebord Berlin, WerkBundHaus, Berlin (2016)[31]
- La città: progetti urbani, Associazione Culturale Di Architettura, Palazzo Papafava dei Carraresi, Padua (2017)[32]
- Uwe Schröder. Monolith, Gesellschaft für Kunst und Gestaltung e. V., Bonn (2017/18)[33]
- Uwe Schröder. quid pro quo. Progetto per il Padiglione Germania a Venezia, DiARC, Neapel (2018)[34]
- Uwe Schröder. Il Paesaggio della Torre, Galleria del progetto, AUIC, Politecnicum di Milano (2019)[35]
- La cittá. progetti urbani, Associazione Culturale Di Architettura, Palazzo della Gran Guardia, Padua (2020)[36]
- Unvollendete Metropole. Hundert Jahre Städtebau für Groß-Berlin. Internationaler Wettbewerb Berlin-Brandenburg 2070, Ausstellungsbeitrag: Stella. Ideographie einer Konstellation, Berlin (2020–2021)[37]
- Rome_Berlin_Rome, Heike Hanada und Uwe Schröder, Deutsche Akademie Rom - Villa Massimo, Rom (2022)[38]
- Stadt der Räume. Peter Stauder und Uwe Schröder, w&z Raum, Camaro Haus, Berlin (2023)[39]
- Uwe Schröder. Pardié. Idea per una città dopo il regime temporale del Moderno, Ausstellung und Buchpräsentation, Università degli Studi di Napoli „Federico II“, Neapel (2023)[40]

## Schriften (Auswahl: Autor-, Herausgeberschaft)
- Uwe Schröder, Haike Hanada (Hrsg.): rome_berlin_rome. published on the occasion of the exhibition rome_berlin_rome organised by Heike Hanada and Uwe Schröder and displayed at the gallery of the German Academy Rome Villa Massimo, from 25.02.2022 to 04.03.2022, Aión, Firenze 2023, ISBN 979-12-80723-25-3.
- Uwe Schröder, Hartwig Schneider (Hrsg.): Identität der Architektur. V. Raum. Positionen zur Bedeutung des Raumes in der Architektur. Verlag der Buchhandlung Walther und Franz König, Köln 2023, ISBN 978-3-7533-0507-3.
- Uwe Schröder: Architettura Lingua Romana. La città romanticizzata. 16 Frammenti. AIÓN Edizioni, Florenz 2022, ISBN 979-12-80723-11-6.
- Uwe Schröder, Andreas Denk: Das Romantische in der Architektur. Fragmente aus Gesprächen. In: der architekt. 6/2021, geheimnis im gewöhnlichen. zum romantischen in der architektur. S. 15–18, ISSN 0003-875X.
- Uwe Schröder, Hartwig Schneider (Hrsg.): Identität der Architektur. IV. Konstruktion. Positionen zur Bedeutung der Konstruktion in der Architektur. Verlag der Buchhandlung Walther König, Köln 2021, ISBN 978-3-96098-737-6.
- Uwe Schröder: Stella. Sternbild Berlin Brandenburg. Verlag der Buchhandlung Walther König, Köln 2021, ISBN 978-3-96098-948-6.
- Uwe Schröder: Il quarto spazio. Scritti scelti. AIÓN Edizioni, Florenz 2020, ISBN 978-88-98262-98-4.
- Uwe Schröder, Hartwig Schneider (Hrsg.): Identität der Architektur. IV. Funktion. Positionen zur Bedeutung der Funktion in der Architektur. Verlag der Buchhandlung Walther König, Köln 2020, ISBN 978-3-96098-883-0.
- Uwe Schröder: Drei Lehrer. Vom Wert der Theorie für den architektonischen Entwurf. Verlag der Buchhandlung Walther König, Köln 2019, ISBN 978-3-96098-701-7.
- Uwe Schröder, Hartwig Schneider (Hrsg.): Identität der Architektur. II. Material. Positionen zur Bedeutung des Materials in der Architektur. Verlag der Buchhandlung Walther König, Köln 2019, ISBN 978-3-96098-545-7.
- Uwe Schröder, Thomas Schmitz, Franziska Kramer, Anja Neuefeind (Hrsg.): Orte der Farbe. Zur chromatischen Stimmung von Räumen der Architektur. Verlag der Buchhandlung Walther König, Köln 2019, ISBN 978-3-96098-524-2 mit Beiträgen von Detlef Beer, Peter Bialobrzeski, Elger Esser, Markus Grob, Léon Krier, Johannes Kühl, Alexander Markschies, Wolfgang Meisenheimer, Michael Mönninger, Rolf Sachsse, Matthias Sauerbruch, Manfred Speidel und Katrin Trautwein
- Uwe Schröder: The Spatiality of the City. DIVISARE BOOKS 154, Rom 2018, ISSN 2532-523X.
- Uwe Schröder, Hartwig Schneider (Hrsg.): Identität der Architektur. I. Ort. Positionen zum Ortsbezug in der Architektur. Verlag der Buchhandlung Walther König, Köln 2018, ISBN 978-3-96098-299-9.
- Uwe Schröder, Andreas Denk, Rainer Schützeichel (Hrsg.): Architektur Raum Theorie. Eine kommentierte Anthologie. Unter wiss. Mitarbeit von Christopher Schriner, Ernst Wasmuth Verlag, Tübingen/ Berlin 2016, ISBN 978-3-8030-0774-2.
- Uwe Schröder, Andreas Denk (Hrsg.) Räume der Stadt. Studienarbeiten zur Stadt der Räume. Ernst Wasmuth Verlag, Tübingen/ Berlin 2016, ISBN 978-3-8030-0914-2.
- Uwe Schröder (Hrsg.): Neapolis. Studien zur Räumlichkeit der Stadt Neapel. Ernst Wasmuth Verlag, Tübingen/Berlin 2016, ISBN 978-3-8030-0935-7.
- Uwe Schröder (Hrsg.): Città Nera. Studien zur Räumlichkeit der Stadt Catania. Ernst Wasmuth Verlag, Tübingen/Berlin 2016, ISBN 978-3-8030-0934-0.
- Uwe Schröder: Pardié. Konzept für eine Stadt nach dem Zeitregime der Moderne. Herausgegeben am Lehr- und Forschungsgebiet Raumgestaltung der Fakultät für Architektur an der Rheinisch-Westfälischen Technischen Hochschule Aachen von Uwe Schröder, Matthias Storch, Olga Rausch, Jana Ring, Christa Wigger, Buchhandlung Walter König, Köln 2015, ISBN 978-3-86335-834-1.
- Uwe Schröder, I due elementi dell´edificatione dello spazio. scritti scelti, AIÓN Edizioni, Florenz 2015, ISBN 978-88-98262-28-1.
- Uwe Schröder, Klaus Theo Brenner (Hrsg.): Strada Nuova. Typologische Studien zur Architektur der Stadt Genua. Ernst Wasmuth Verlag, Tübingen/Berlin 2015, ISBN 978-3-8030-0930-2.
- Uwe Schröder, Andreas Denk (Hrsg.): Stadt der Räume. Interdisziplinäre Überlegungen zu Räumen der Stadt. Ernst Wasmuth Verlag, Tübingen/ Berlin 2014, ISBN 978-3-8030-0915-9.
- Uwe Schröder (Hrsg.): Bologna. Dokumente und Lektionen zur Raumentwurfslehre. Ernst Wasmuth Verlag, Tübingen/ Berlin 2014, ISBN 978-3-8030-0912-8.
- Uwe Schröder: Zimmer, Stuhl und Klinke. Haus auf der Hostert. Mit einem Essay von Jan Pieper, Gebr. Mann Verlag, Berlin 2013, ISBN 978-3-7861-2678-2.
- Uwe Schröder: Die Zwei Elemente der Raumgestaltung. Ernst Wasmuth Verlag, Tübingen/ Berlin 2009, ISBN 978-3-8030-0910-4.
- Uwe Schröder (Hrsg.): Die Idee der Stadt / L’idea della città. I/II/III. (3 Bände: Band I/III Dokumente, Band II/III Dokumente (DVD), Band III/III Materialien). Ernst Wasmuth Verlag, Tübingen/ Berlin 2009, ISBN 978-3-8030-0703-2.
- Uwe Schröder (Hrsg.): Der architektonische Raum. I-VI. Materialien zur Architekturtheorie. (3 Bände: MAT 1, RaumTheorie-TheorieRaum (2005), 2. Aufl. 2007; MAT 2, TheorieRaumObjekt (2006), 2. Aufl. 2007; MAT 3, RaumGeschichte-RaumTheorie-RaumEntwurf). Ernst Wasmuth Verlag, Tübingen/ Berlin 2007, ISBN 978-3-8030-0681-3.